# Merlyn Uusküla
Merlyn Uusküla (Tallinn, 13 marzo 1984) è una cantante estone.
Merlyn Uusküla è nata a Tallinn e ha iniziato a cantare fin dall'età di nove anni.
Tra 1998 e il 2001 ha studiato al Coro femminile di Ellerhein. 
Nel 2001 ha partecipato al concorso canoro estone "Stelle della Canzone", che ha vinto nel gruppo di età tra i 14 e i 17 anni. 
Malgrado il successo come cantante non ha tralasciato gli studi: nel 2007 si è laureata all'università di Pärnu in scienze turistiche e nello stesso anno ha iniziato a lavorare come reporter nel giornale Postimees.
Nel 2010, ha partecipato allo show televisivo della televisione estone "Songs of the Stars" raggiungendo il terzo posto.
La sua musica si colloca tra il genere disco e il pop con influenze rock.

## Discografia
- Nii kuum (Così caldo) (2003)
- Nexus2 (2004)
- Nii head tüdrukud ei tee (Non fate le brave ragazze) (2005)
- Best of Nexus (2006)
- Ihuüksi (Tutta sola) (2010)
- Õnnepäev (Giorno fortunato) (2014)